# La Berruga (Campelles)
La Berruga és una muntanya de 1.787 metres que es troba entre els municipis de Campelles i de Gombrèn, a la comarca catalana del Ripollès. Forma part de la Serra de Montgrony.